# Dour
Dourlà một đô thị ở tỉnh Hainaut. Tại thời điểm ngày 1 tháng 1 năm 2006, đô thị này có dân số 16.810 người. Tổng diện tích là 33,32 km², với mật độ dân số 505 người trên mỗi km².
Từ năm 1989, Dour đăng cai Dour Festival hàng năm, đây là một lễ hội nhạc alternative.